# Єрьоменки
Єрьо́менки (рос. Ерёменки) — присілок у складі Свічинського району Кіровської області, Росія. Входить до складу Свічинського міського поселення.
Населення становить 193 особи (2010, 170 у 2002).
Національний склад станом на 2002 рік — росіяни 96 %.